# 大関嶺トンネル (鉄道)
大関嶺トンネル（テグァルリョントンネル、대관령터널）は、大韓民国江原特別自治道平昌郡の珍富駅と同江陵市の江陵駅を結ぶ韓国鉄道公社（KORAIL）京江線の鉄道トンネルである。

## 概要
大韓民国では栗峴トンネルに次いで2番目に長いトンネルである。

## 歴史
- 2015年11月25日：トンネルが貫通。
- 2015年11月30日：貫通式が挙行される[1]。
- 2017年12月22日：京江線開業。